# Campionati europei di atletica leggera indoor 2023 - 1500 metri piani maschili
La gara dei 1500 metri piani maschili ai campionati europei di atletica leggera indoor di Istanbul 2023 si è svolta dal 2 al 3 marzo 2023 presso l'Ataköy Athletics Arena.

## Podio
| Pos.    | Atleta             | Nazionalità   |
| ------- | ------------------ | ------------- |
| Oro     | Jakob Ingebrigtsen | Norvegia      |
| Argento | Neil Gourley       | Gran Bretagna |
| Bronzo  | Azeddine Habz      | Francia       |

## Qualificazione
24 atleti sono qualificati, sulla base del minimo indoor di 3'37"40 (all’aperto: 3'32"80) e dei World Athletics Rankings. Il miglior tempo di accredito è il 3'32"38 del norvegese Jakob Ingebrigtsen, già primatista mondiale.

## Record
| Record                | Record             | Record  | Record          | Record           |
| --------------------- | ------------------ | ------- | --------------- | ---------------- |
| Record mondiale       | Jakob Ingebrigtsen | 3'30"60 | Liévin, Francia | 17 febbraio 2022 |
| Record europeo        | Jakob Ingebrigtsen | 3'30"60 | Liévin, Francia | 17 febbraio 2022 |
| Record dei campionati | Ivan Heshko        | 3'36"70 | Madrid, Spagna  | 6 marzo 2005     |

## Programma
| Data         | Ora   | Turno    |
| ------------ | ----- | -------- |
| 2 marzo 2023 | 21:05 | Batterie |
| 3 marzo 2023 | 20:40 | Finale   |

## Risultati

### Batterie
Si qualificano alla finale i primi tre atleti di ogni batteria (Q) e i tre migliori tempi (q).
| Pos. | Batt. | Atleta               | Nazione       | Tempo   | Note             |
| ---- | ----- | -------------------- | ------------- | ------- | ---------------- |
| 1    | 3     | Neil Gourley         | Gran Bretagna | 3'41"08 | Q                |
| 2    | 3     | Jesús Gómez          | Spagna        | 3'41"26 | Q                |
| 3    | 3     | Ossama Meslek        | Italia        | 3'41"34 | Q                |
| 4    | 3     | Louis Gilavert       | Francia       | 3'41"45 | q                |
| 5    | 3     | Luke McCann          | Irlanda       | 3'41"51 | q CR18.5         |
| 6    | 3     | Jan Friš             | Rep. Ceca     | 3'41"57 | q                |
| 7    | 3     | Pol Moya             | Andorra       | 3'42"23 | Record nazionale |
| 8    | 3     | David Nikolli        | Albania       | 3'42"67 |                  |
| 9    | 2     | Pietro Arese         | Italia        | 3'43"97 | (.962) Q         |
| 10   | 2     | Michał Rozmys        | Polonia       | 3'43"97 | (.969) Q         |
| 11   | 2     | Ismael Debjani       | Belgio        | 3'44"00 | Q                |
| 12   | 3     | Andrew Coscoran      | Irlanda       | 3'44"11 |                  |
| 13   | 2     | Amos Bartelsmeyer    | Germania      | 3'44"31 |                  |
| 14   | 2     | Ignacio Fontes       | Spagna        | 3'44"33 |                  |
| 15   | 2     | Ferdinand Kvan Edman | Norvegia      | 3'44"44 |                  |
| 16   | 2     | Filip Sasínek        | Rep. Ceca     | 3'44"76 |                  |
| 17   | 1     | Azeddine Habz        | Francia       | 3'49"88 | Q                |
| 18   | 1     | George Mills         | Gran Bretagna | 3'50"01 | Q                |
| 19   | 1     | Jakob Ingebrigtsen   | Norvegia      | 3'50"29 | Q                |
| 20   | 1     | Federico Riva        | Italia        | 3'50"88 |                  |
| 21   | 1     | Robin van Riel       | Paesi Bassi   | 3'51"08 |                  |
| 22   | 1     | Isaac Nader          | Portogallo    | 3'52"73 |                  |
| 23   | 1     | Emil Danielsson      | Svezia        | 3'53"89 |                  |

### Finale
| Pos.    | Atleta             | Nazione       | Tempo   | Note                                     |
| ------- | ------------------ | ------------- | ------- | ---------------------------------------- |
| Oro     | Jakob Ingebrigtsen | Norvegia      | 3'33"95 | Record dei campionati                    |
| Argento | Neil Gourley       | Gran Bretagna | 3'34"23 |                                          |
| Bronzo  | Azeddine Habz      | Francia       | 3'35"39 |                                          |
| 4       | Jesús Gómez        | Spagna        | 3'38"11 |                                          |
| 5       | Pietro Arese       | Italia        | 3'38"91 | Miglior prestazione personale stagionale |
| 6       | Louis Gilavert     | Francia       | 3'39"54 |                                          |
| 7       | Ismael Debjani     | Belgio        | 3'40"06 |                                          |
| 8       | Jan Friš           | Rep. Ceca     | 3'40"86 | Miglior prestazione personale stagionale |
| 9       | Michał Rozmys      | Polonia       | 3'43"09 |                                          |
| 10      | Luke McCann        | Irlanda       | 3'44"55 |                                          |
| 11      | George Mills       | Gran Bretagna | 3'51"28 |                                          |
| -       | Ossama Meslek      | Italia        | dnf     |                                          |